# ヤシエル・プイグ
- ヤシール・プイグ
- ヤシエル・プイーグ

ヤシエル・プイグ・バルデス（Yasiel Puig Valdés, 1990年12月7日 - ）は、キューバ共和国シエンフエーゴス州シエンフエーゴス出身のプロ野球選手（右翼手）。右投右打。愛称はワイルド・ホース。

## 経歴

### キューバ時代
キューバ代表として2008年に第23回AAA世界野球選手権大会に出場し、銅メダルを獲得した。国内リーグ"セリエ・ナシオナル・デ・ベイスボル"のエレファンテス・デ・シエンフエーゴスに所属し、2010－11シーズンに3割3分、17本塁打の成績を残した。
2011年にキューバ代表として第13回ワールドポート・トーナメントに出場した。その後亡命を企てたことが見つかり、2011－12シーズンはプレーすることを許されなかった。

### ドジャース時代

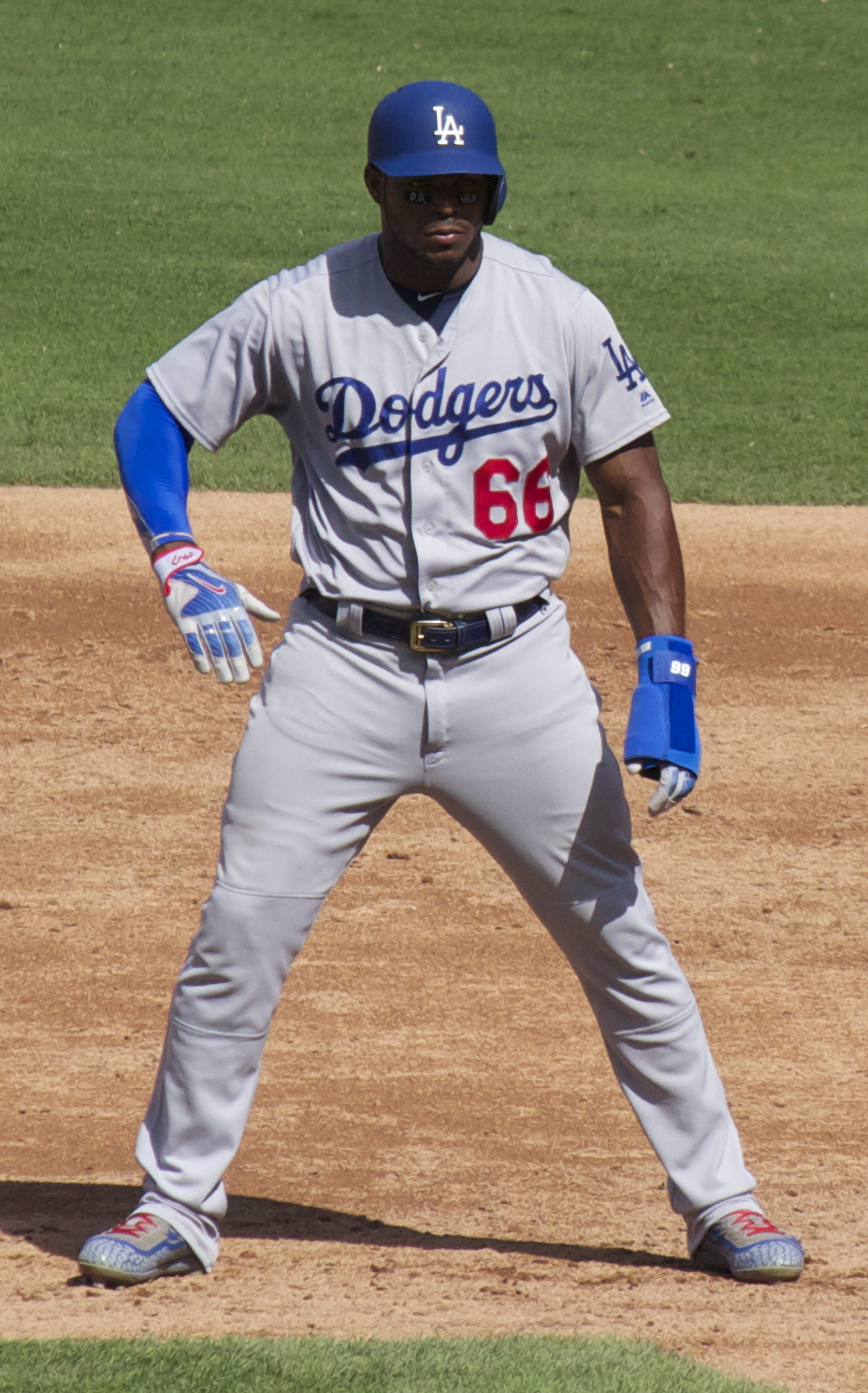
ロサンゼルス・ドジャース時代
(2017年9月27日)

2012年6月、メキシコに亡命し、居住権を得た。6月28日、アマチュア・フリーエージェントでロサンゼルス・ドジャースと7年総額4200万ドルの契約に合意した。この年はマイナーリーグでプレーした。
2013年はAA級チャタヌーガ・ルックアウツで開幕を迎えたが、4月29日にチャタヌーガで保険証不携帯と速度超過違反の危険運転を行ったとして逮捕された。AA級では40試合で3割1分、8本塁打を記録した。6月2日にメジャーへ昇格し、6月3日のサンディエゴ・パドレス戦でデビューを果たし、初打席でエリック・スタルツからヒットを記録した。6回にも右前打。9回の守備では強肩も披露。フェンス際でフライを捕ると一塁に送球し、飛び出した走者を刺して勝利に貢献した。翌日のパドレス戦ではクレイトン・リチャードから初本塁打を含む2本塁打5打点の活躍をした。6日、アトランタ・ブレーブス戦でコーリー・ギアリンから満塁本塁打を記録しチームの勝利に貢献した。メジャーに昇格してから、打率4割6分4厘、4本塁打、10打点を記録し、ナ・リーグプレイヤー・オブ・ザ・ウィーク（6月3日～9日）を受賞した。デビューした6月は、打率.436、7本塁打、16打点などと活躍し、史上初となるデビュー月でのプレイヤー・オブ・ザ・マンスを受賞した。また、デビュー月での44安打は、1936年5月のジョー・ディマジオの48安打に次ぐ歴代2位の記録であった。新人王の投票では、同じキューバ出身のホセ・フェルナンデスの次ぐ2位に入った。オフの12月28日にフロリダ州の高速道路で、70マイルの制限速度を40マイル超過の110マイルで運転していたため、危険運転の疑いで逮捕された。
2014年7月25日に1901年のジミー・シェカード以来球団史上2回目となる1試合3三塁打を達成した。この年は15補殺を記録し、外野手としてリーグ1位であった。打撃成績では前年ほどのインパクトはなく、打率や本塁打は下がった。オフの12月27日にフロリダ州で、70マイルの制限速度を40マイル超過の110マイルで運転していたため、危険運転の疑いで逮捕された。プイグは以前2度速度超過で逮捕されており、この年の1月にいとこを運転手として雇い、ドジャースのスタン・カステン球団社長に運転しないことを誓っていたが、3度目の逮捕となった。シーズン中の8月20日に日米野球2014のMLB選抜に選出された。
2015年は故障の影響もあって規定打席到達を逃し、それに伴い打撃成績も79試合の出場で打率.255・11本塁打・38打点と昨年から下落した。
2016年6月に故障者リスト入りした。その後も調子が上がらず、81試合の出場でわずか7本塁打と低迷した。8月1日に新加入となったジョシュ・レディックを25人枠に登録するため、マイナー降格となった。
2017年は自己最多の152試合に出場し、3年ぶりに規定打席に到達。春先は不振で打率が2割台前半を推移したものの、夏場以降調子を上げて最終的に打率.263、28本塁打、74打点という成績を残し、本塁打と打点はキャリアハイだった。ポストシーズンでは終盤まで打率.400・OPS1.を超えるように活躍し、チームのワールドシリーズ進出に貢献した。
2018年8月14日のサンフランシスコ・ジャイアンツ戦で、7回の打席でニック・ハンドリーと口論になり乱闘を起こし、ハンドリーと共に退場処分を受けMLBより2試合の出場停止処分を受けた。最終成績は打率.267、23本塁打、63打点だった。ポストシーズンでは打率.300で一定の活躍を見せ、チームの2年連続ワールドシリーズ進出に貢献した。

### レッズ時代
2018年12月21日にホーマー・ベイリー、ジーター・ダウンズ、ジョサイア・グレイとのトレードで、アレックス・ウッド、マット・ケンプと共にシンシナティ・レッズへ移籍した。
2019年4月7日のピッツバーグ・パイレーツ戦で、パイレーツのクリス・アーチャーがデレク・ディートリックに対して故意死球を狙った背中を通過する危険球を投じたことに激昂しアーチャーに殴り掛かったことから、両チームから選手が出てくる乱闘に発展し退場処分を受け、MLBより2試合の出場停止と罰金（額は非公表）の処分を受けた。7月30日のパイレーツ戦で再びレッズの投手が三塁側のパイレーツベンチに詰め寄ってパイレーツの選手に殴り掛かったことから両軍の選手の乱闘が始まると、右翼を守っていたプイグは全速力で駆け寄って乱闘に加わった。この乱闘でまたも退場処分を受けた。

### インディアンス時代
2019年7月30日に三角トレードの一角として、同僚でプロスペクトのスコット・モスやサンディエゴ・パドレスのフランミル・レイエスらとともにクリーブランド・インディアンスに移籍した。8月1日に前述の乱闘騒ぎによる3試合の出場停止処分が発表され、異議申し立てをすることなく同12日から処分を受けた。シーズン全体で149試合に出場して打率.267、24本塁打、84打点の成績だった。オフの10月31日にFAとなった。

### インディアンス退団後
2020年になっても所属先が決まらず無所属のまま過ごしていたが、COVID-19の影響でシーズン開幕が遅れていた7月にアトランタ・ブレーブスと契約合意した。しかし、数日後にコロナウイルスに感染したため契約は白紙となった。

### ベラクルス・イーグルス時代
2021年も無所属のまま過ごしていたが、4月21日にメキシカンリーグのベラクルス・イーグルスと契約した。打率.312、出塁率.409、長打率.517、10本塁打をマークした。

### キウム時代
2021年12月9日にKBOリーグのキウム・ヒーローズと契約した。2022年シーズンは、韓国シリーズ準優勝に貢献する活躍を見せたものの、11月14日に、1月に3年前の違法なスポーツ賭博に関する取り調べで虚偽の供述を行ったことを認めて有罪となった。しかし、11月30日に行われた裁判では一転して無罪を主張し事態が複雑化した為、2023年のキウムとの再契約は見送られた。
2023年オフにはドミニカとベネズエラのウィンターリーグに参加し、エストレージャス・オリエンタレスをはじめとする3球団に所属した。

### ベラクルス復帰
2024年は、カリビアンシリーズのベネズエラ代表に選出された。同年はメキシカンリーグのベラクルスと契約を結び、同チーム復帰となった。

### キウム復帰
2024年11月26日、古巣であるKBOリーグのキウムと契約し、3年振りに韓国球界に復帰することになった。2025年5月19日にキウムからウェーバー公示され退団した。

## 選手としての特徴
同郷のヨエニス・セスペデスを彷彿とさせる強肩が最大の武器。2014年の「ベースボールアメリカ」誌によるナ・リーグ選手部門別ランキングでは「肩の強い外野手」で1位の評価を受けた。

## 人物
愛称の「ワイルド・ホース（暴れ馬）」が示すように問題行動を度々起こしており、それが原因で2018年2月7日には代理人事務所ワッサーマンに契約を解除された。なお、キウム時代に球団関係者からメンタルクリニックへの受診を勧められたことがきっかけでADHDとPTSDであることが判明している。
2012年6月にメキシコ国籍を取得。メキシコ代表入りには興味を示していた。
2019年8月14日、アメリカ合衆国市民権を取得。国籍をメキシコからアメリカ合衆国へ変更した。
同じキューバから亡命したヤディル・ドレイクと親交があり、ドレイクの日本球界行きにはプイグの助言があった。

## 詳細情報

### 年度別打撃成績
| 年 度    | 球 団    | 試 合 | 打 席 | 打 数 | 得 点 | 安 打 | 二 塁 打 | 三 塁 打 | 本 塁 打 | 塁 打 | 打 点 | 盗 塁 | 盗 塁 死 | 犠 打 | 犠 飛 | 四 球 | 敬 遠 | 死 球 | 三 振 | 併 殺 打 | 打 率 | 出 塁 率 | 長 打 率 | O P S |
| -------- | -------- | ----- | ----- | ----- | ----- | ----- | -------- | -------- | -------- | ----- | ----- | ----- | -------- | ----- | ----- | ----- | ----- | ----- | ----- | -------- | ----- | -------- | -------- | ----- |
| 2013     | LAD      | 104   | 432   | 382   | 66    | 122   | 21       | 2        | 19       | 204   | 42    | 11    | 8        | 0     | 3     | 36    | 6     | 11    | 97    | 6        | .319  | .391     | .534     | .925  |
| 2014     | LAD      | 148   | 640   | 558   | 92    | 165   | 37       | 9        | 16       | 268   | 69    | 11    | 7        | 2     | 1     | 67    | 3     | 12    | 124   | 7        | .296  | .382     | .480     | .863  |
| 2015     | LAD      | 79    | 311   | 282   | 30    | 72    | 12       | 3        | 11       | 123   | 38    | 3     | 3        | 0     | 1     | 26    | 1     | 2     | 66    | 1        | .255  | .322     | .436     | .758  |
| 2016     | LAD      | 104   | 368   | 334   | 45    | 88    | 14       | 2        | 11       | 139   | 45    | 5     | 2        | 0     | 3     | 24    | 0     | 7     | 74    | 10       | .263  | .323     | .416     | .740  |
| 2017     | LAD      | 152   | 570   | 499   | 72    | 131   | 24       | 2        | 28       | 243   | 74    | 15    | 6        | 0     | 5     | 64    | 8     | 2     | 100   | 21       | .263  | .346     | .487     | .833  |
| 2018     | LAD      | 125   | 444   | 405   | 60    | 108   | 21       | 1        | 23       | 200   | 63    | 15    | 5        | 0     | 2     | 36    | 2     | 1     | 87    | 15       | .267  | .327     | .494     | .820  |
| 2019     | CIN      | 100   | 404   | 373   | 51    | 94    | 15       | 1        | 22       | 177   | 61    | 14    | 5        | 0     | 3     | 23    | 1     | 5     | 89    | 9        | .252  | .302     | .475     | .777  |
| 2019     | CLE      | 49    | 207   | 182   | 25    | 54    | 15       | 1        | 2        | 77    | 23    | 5     | 2        | 0     | 1     | 21    | 0     | 3     | 44    | 4        | .297  | .377     | .423     | .800  |
| '19計    | CLE      | 149   | 611   | 555   | 76    | 148   | 30       | 2        | 24       | 254   | 84    | 19    | 7        | 0     | 4     | 44    | 1     | 8     | 133   | 13       | .267  | .327     | .458     | .785  |
| 2022     | キウム   | 126   | 547   | 473   | 65    | 131   | 30       | 0        | 21       | 224   | 73    | 6     | 3        | 0     | 4     | 58    | 1     | 12    | 100   | 6        | .277  | .367     | .474     | .841  |
| MLB：7年 | MLB：7年 | 861   | 3376  | 3015  | 441   | 834   | 159      | 21       | 132      | 1431  | 415   | 79    | 38       | 2     | 19    | 297   | 21    | 43    | 681   | 73       | .277  | .348     | .475     | .823  |
| KBO：1年 | KBO：1年 | 126   | 547   | 473   | 65    | 131   | 30       | 0        | 21       | 224   | 73    | 6     | 3        | 0     | 4     | 58    | 1     | 12    | 100   | 6        | .277  | .367     | .474     | .841  |

- 2023年度シーズン終了時

### 年度別守備成績
| 年 度 | 球 団  | 左翼（LF） | 左翼（LF） | 左翼（LF） | 左翼（LF） | 左翼（LF） | 左翼（LF） | 中堅（CF） | 中堅（CF） | 中堅（CF） | 中堅（CF） | 中堅（CF） | 中堅（CF） | 右翼（RF） | 右翼（RF） | 右翼（RF） | 右翼（RF） | 右翼（RF） | 右翼（RF） |
| 年 度 | 球 団  | 試 合      | 刺 殺      | 補 殺      | 失 策      | 併 殺      | 守 備 率   | 試 合      | 刺 殺      | 補 殺      | 失 策      | 併 殺      | 守 備 率   | 試 合      | 刺 殺      | 補 殺      | 失 策      | 併 殺      | 守 備 率   |
| ----- | ------ | ---------- | ---------- | ---------- | ---------- | ---------- | ---------- | ---------- | ---------- | ---------- | ---------- | ---------- | ---------- | ---------- | ---------- | ---------- | ---------- | ---------- | ---------- |
| 2013  | LAD    | 2          | 3          | 0          | 0          | 0          | 1.000      | 10         | 11         | 0          | 1          | 0          | .917       | 93         | 148        | 8          | 4          | 1          | .975       |
| 2014  | LAD    | -          | -          | -          | -          | -          | -          | 53         | 104        | 8          | 2          | 1          | .982       | 91         | 150        | 7          | 1          | 2          | .994       |
| 2015  | LAD    | -          | -          | -          | -          | -          | -          | -          | -          | -          | -          | -          | -          | 78         | 132        | 6          | 1          | 0          | .993       |
| 2016  | LAD    | 5          | 6          | 0          | 1          | 0          | .857       | 4          | 6          | 0          | 0          | 0          | 1.000      | 90         | 160        | 6          | 3          | 0          | .982       |
| 2017  | LAD    | -          | -          | -          | -          | -          | -          | -          | -          | -          | -          | -          | -          | 145        | 259        | 4          | 1          | 0          | .996       |
| 2018  | LAD    | -          | -          | -          | -          | -          | -          | -          | -          | -          | -          | -          | -          | 118        | 171        | 10         | 8          | 4          | .958       |
| 2019  | CIN    | -          | -          | -          | -          | -          | -          | -          | -          | -          | -          | -          | -          | 98         | 160        | 5          | 3          | 1          | .982       |
| 2019  | CLE    | -          | -          | -          | -          | -          | -          | -          | -          | -          | -          | -          | -          | 48         | 84         | 3          | 3          | 1          | .967       |
| '19計 | CLE    | -          | -          | -          | -          | -          | -          | -          | -          | -          | -          | -          | -          | 146        | 244        | 8          | 6          | 2          | .977       |
| 2022  | キウム | -          | -          | -          | -          | -          | -          | -          | -          | -          | -          | -          | -          | 96         | 150        | 8          | 6          | 1          | .963       |
| MLB   | MLB    | 7          | 9          | 0          | 1          | 0          | .900       | 67         | 121        | 8          | 3          | 1          | .977       | 761        | 1264       | 49         | 24         | 9          | .982       |

- 2023年度シーズン終了時
- 各年度の太字はリーグ最高

### 表彰
- プレイヤー・オブ・ザ・マンス：2回（2013年6月、2014年5月）
- プレイヤー・オブ・ザ・ウィーク：3回（2013年6月4日 - 6月10日、2014年5月13日 - 5月19日、2018年9月10日 - 9月16日）
- ルーキー・オブ・ザ・マンス：1回（2013年6月）
- 優秀守備選手賞（Wilson Defensive Player of the Year Award）：1回（2017年）

### 記録
- MLBオールスターゲーム選出：1回（2014年）

### 背番号
- 66（2013年 - 2022年、2025年）

### 代表歴
- 2008年AAA世界野球選手権大会キューバ代表
- 2011 ワールド・ポート・トーナメント キューバ代表